# Aloe somaliensis
Az Aloe somaliensis az egyszikűek (Liliopsida) osztályának spárgavirágúak (Asparagales) rendjébe, ezen belül a fűfafélék (Asphodelaceae) családjába tartozó faj.

## Előfordulása
Az Aloe somaliensis előfordulási területe Kelet-Afrika. Amint neve is utal rá, ez a növény főleg Szomáliában él, azonban Dzsibutiban is fellelhető.

## Képek

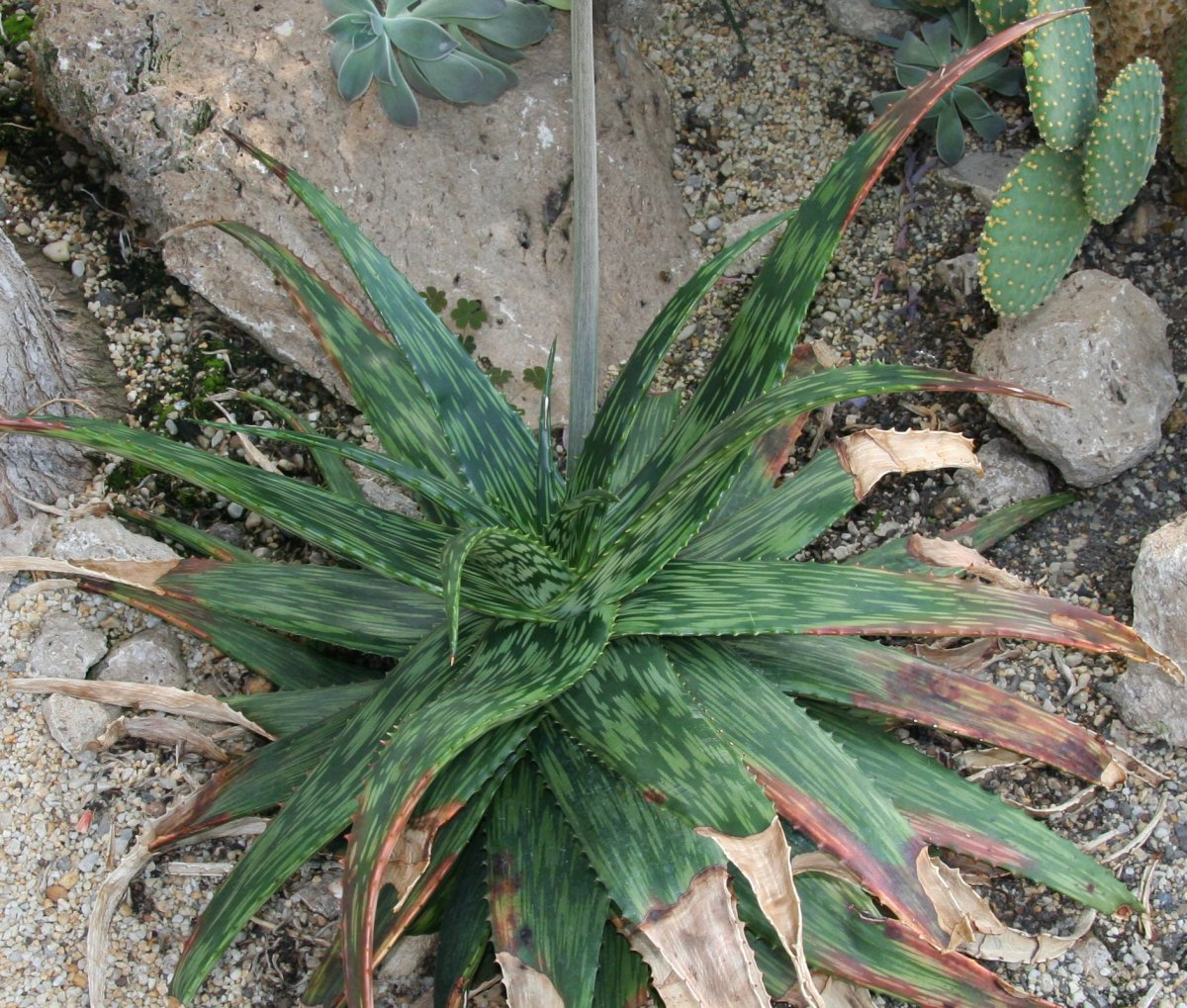
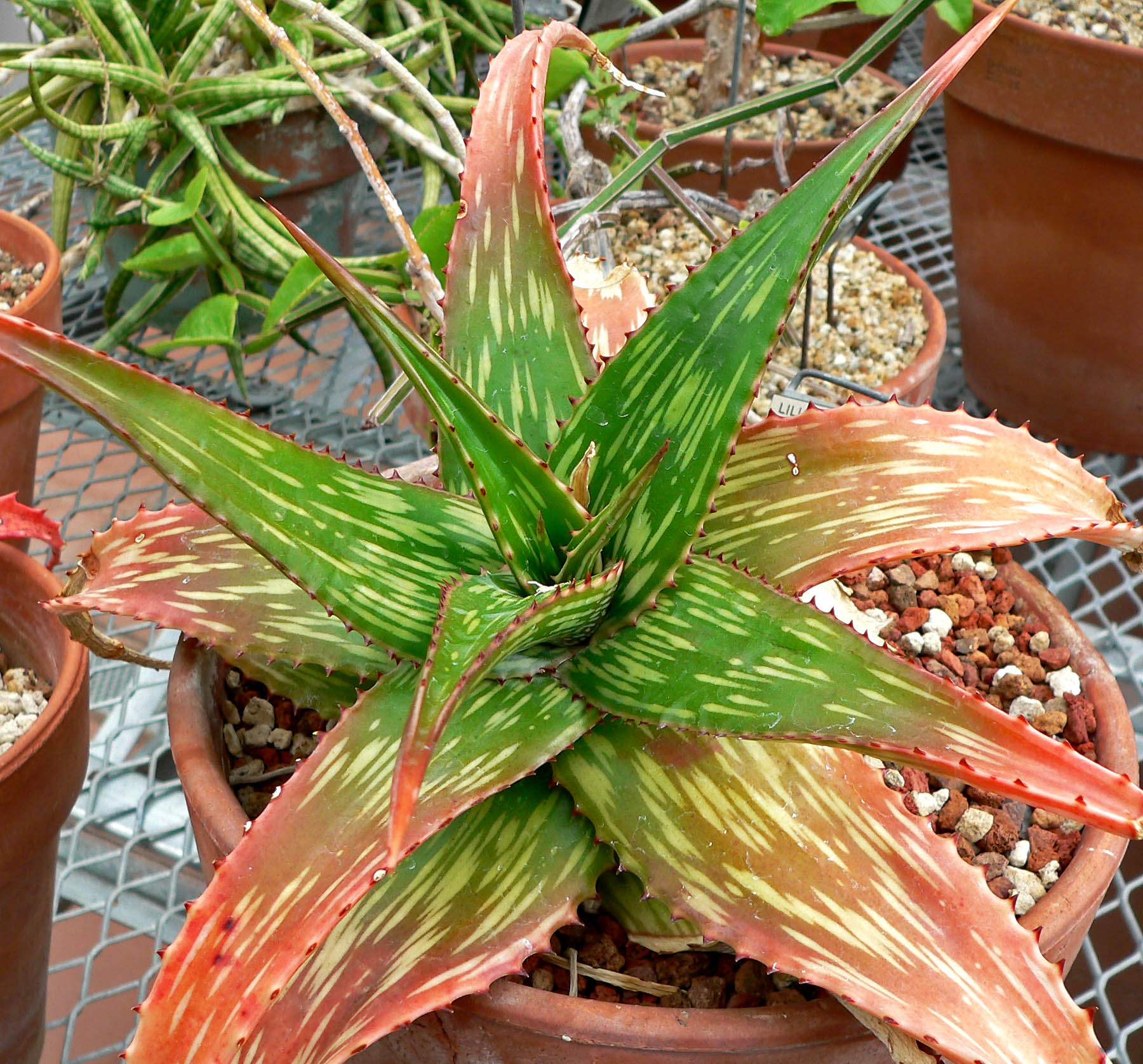
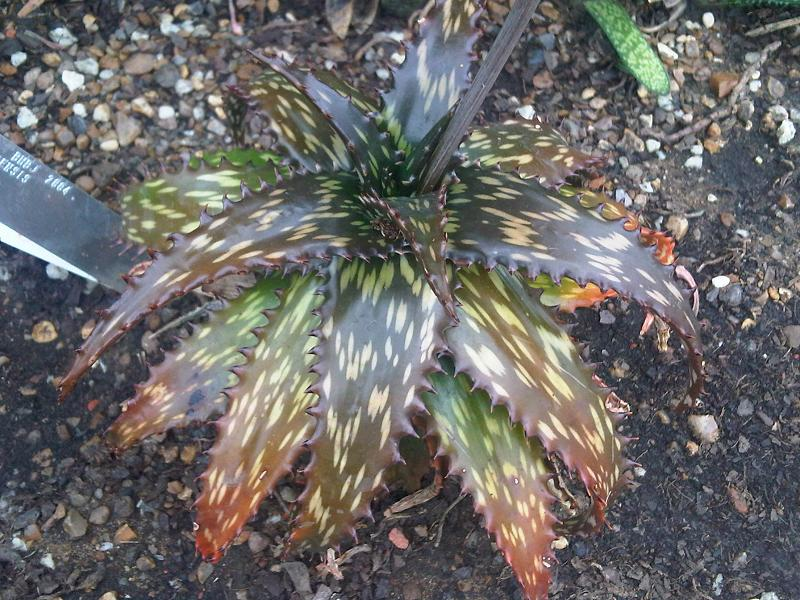
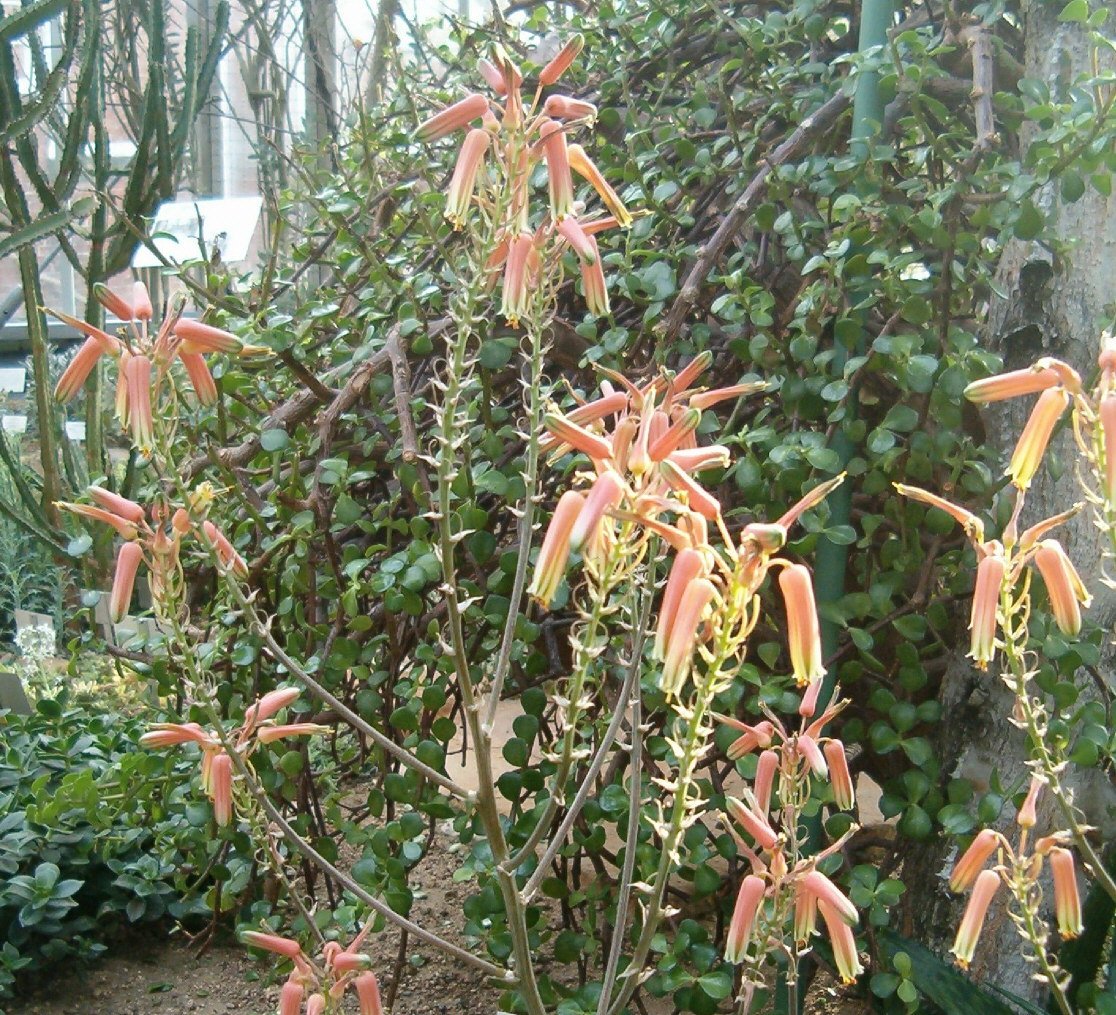
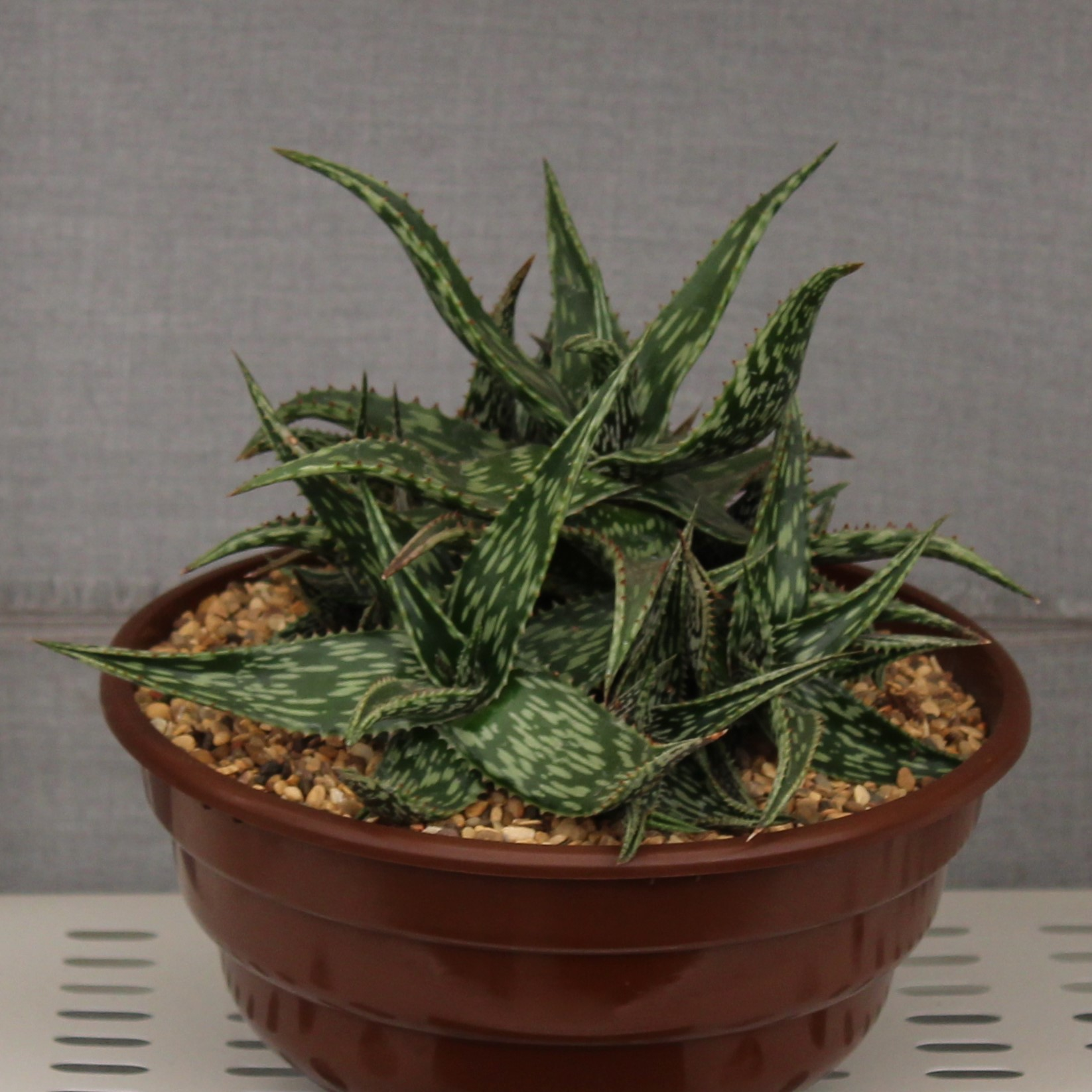

## Megjelenése
Évelő és pozsgás növény, amelynek a levelei tőlevélrózsaszerűen nőnek és igen színesek. A zöld alapszínen fehér, sárga, rozsdavörös és barna mintázatok vannak. A virága rózsaszín vagy vörös, és egy 60 centiméter magas száron helyezkedik el. A nyár végén virágzik.

## Életmódja
A természetes élőhelyén 700-1700 méteres tengerszint feletti magasságok között található meg. Egyaránt megtelepszik a mészkőben és a homokkőben is. Dísznövényként jól bírja a mérsékelt övi körülményeket, azonban a fagyos télen be kell hozni a házba.